# Holzhausenstraße (metrostation)
Holzhausenstraße is een ondergronds station van de U-Bahn in Frankfurt am Main gelegen in het stadsdeel Nordend. De metrotreinen van de U-Bahn-lijnen U1, U2, U3 en U8 stoppen hier.